# بيت فوريك

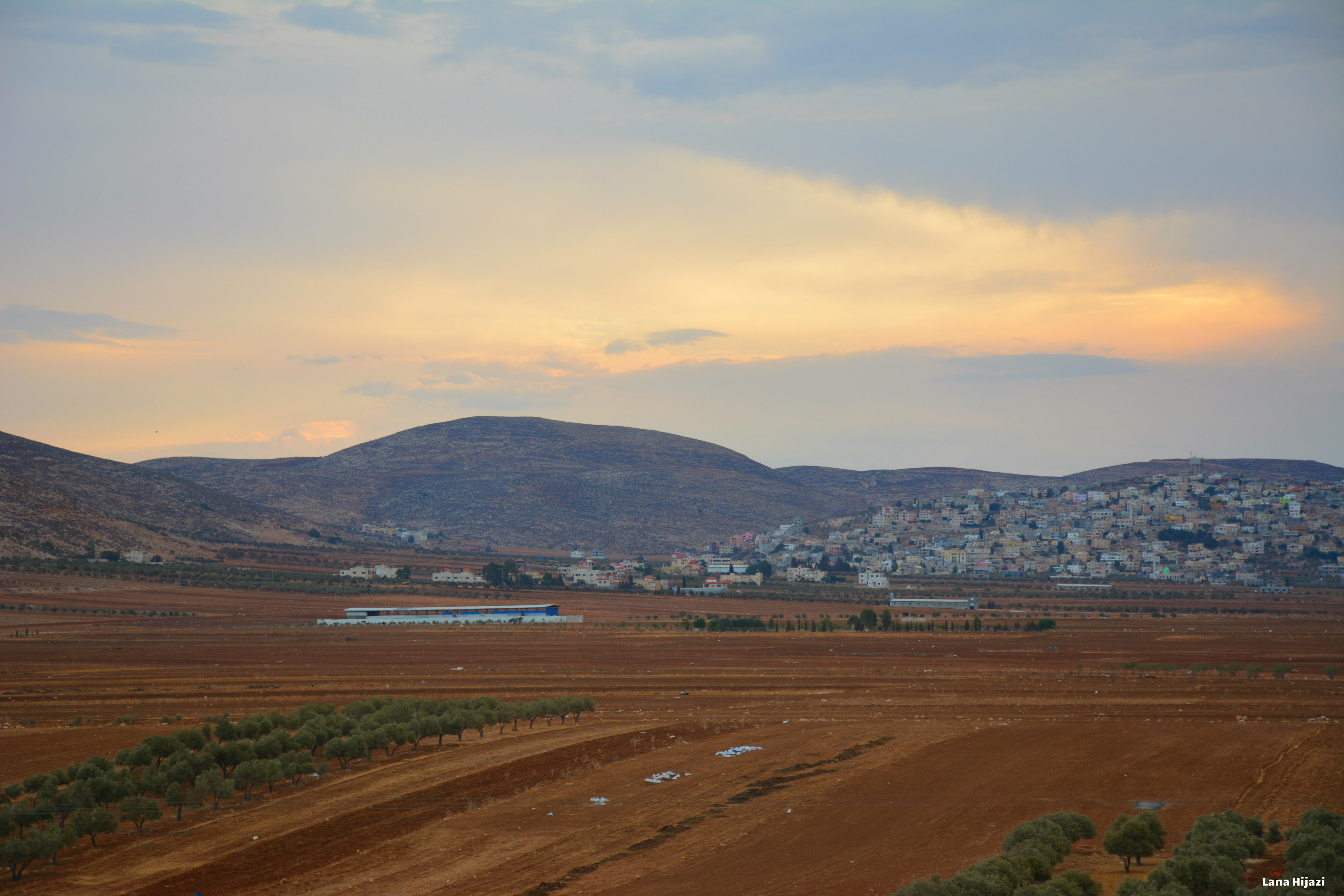

بيت فوريك  هي قرية من قرى الضفة الغربية وتتبع محافظة نابلس، تبعد عنها 8 كم على ارتفاع 520 متر عن مستوى سطح البحر. تبلغ مساحة اراضي القرية حوالي 28522 دونم.

## الجغرافيا
تقع بلدة بيت فوريك على مشارف السفوح الغربية لجبال شفا الغور متوسطة المسافة ما بين مدينة نابلس والأغوار، تمتاز بطبيعة جبلية وعرة، يقع جزء من أراضيها على مشارف الغور.

## التاريخ
كانت بيت فوريك قرية سامرية قديمة. وقد تم العثور على مقابر قديمة فيها.
قد ورد ذكر المكان في التوراة السامرية وفي استمرارية التاريخ السامري لأبي الفتح . وقد اقترح أيضًا أن هذا المكان مذكور في سجل السامريين . اقترح نويباور وآخرون أن هذا هو المكان المسمى فركا في التلمود،   لكن آبل اقترح تحديد موقعه في فركا . 
في العصر الصليبي ، كانت تُعرف باسم بيت فلوري ،   وفي عام 1241م دارت معركة في القرية، وفقًا لابن الجوزي.

### العصر العثماني
في عام 1517م، دخلت القرية ضمن الإمبراطورية العثمانية مع باقي المدن الفلسطينية، وفي سجلات الضرائب لعام 1596 ظهرت بإسم بيت فوريك ، وتقع في ناحية جبل القبل، وهي جزء من سنجق نابلس . بلغ عدد السكان 68 أسرة . وكانوا يدفعون ضريبة ثابتة قدرها 33.3% على المنتجات الزراعية، مثل القمح والشعير والمحاصيل الصيفية وأشجار الزيتون والماعز وخلايا النحل، ومعصرة زيت الزيتون أو شراب العنب، بالإضافة إلى الإيرادات العرضية وضريبة ثابتة على سكان منطقة نابلس؛ بإجمالي 16665 قرشًا .
في عام 1838، أشار إليها إدوارد روبنسون في رحلاته في المنطقة، وباعتبارها جزءًا من قضاء البيتاوي ، شرقي نابلس.
في عام 1870، لاحظ فيكتور جورين أن قرية بيت فوريك تقع على سفوح أحد التلال، ويحيط بها حزام من أشجار الزيتون.
في عام 1882، وصف صندوق استكشاف فلسطين في مسحه لفلسطين الغربية بأنها: "قرية صغيرة في زاوية من التلال بالقرب من سهل سليم . يوجد بها بئر إلى الشرق."
خلال القرن التاسع عشر ومنتصف القرن العشرين، كانت بيت فوريك المورد الرئيسي للجير لصناعة الصابون النابلسي ومقرها نابلس.

### عصر الإنتداب البريطاني
في تعداد فلسطين عام 1922 الذي أجرته سلطات الانتداب البريطاني ، بلغ عدد سكان بيت فوريك 744 . وزاد العدد في تعداد عام 1931، حيث بلغ عدد سكان بيت فوريك (مع الموقع الأصغر خربة بيتا) 867 مسلمًا، في إجمالي 262 منزلًا.
في إحصاءات عام 1945 بلغ عدد سكان بيت فوريك (بما في ذلك خربة كفر بيتا) 1240 نسمة،  ومساحتهم 36663 دونمًا من الأرض، وفقًا لمسح رسمي للأراضي والسكان. ومن هذه المساحة، كانت 2645 دونمًا من المزارع والأراضي المروية، و12453 دونمًا تستخدم لزراعة الحبوب، في حين كانت 53 دونمًا من الأراضي المبنية.

### العصر الإردني
بعد النكبة الفلسطينية عام 1948، وبعد اتفاقيات الهدنة عام 1949، أصبحت بيت فوريك تحت الحكم الأردني.

### ما بعد 1967
منذ حرب الأيام الستة عام 1967، أصبحت قرية بيت فوريك تحت الاحتلال الإسرائيلي، تم تصنيف 45% من أراضي القرية تقع في المنطقة (ب) ، بينما تقع النسبة المتبقية (55%) في المنطقة (ج).

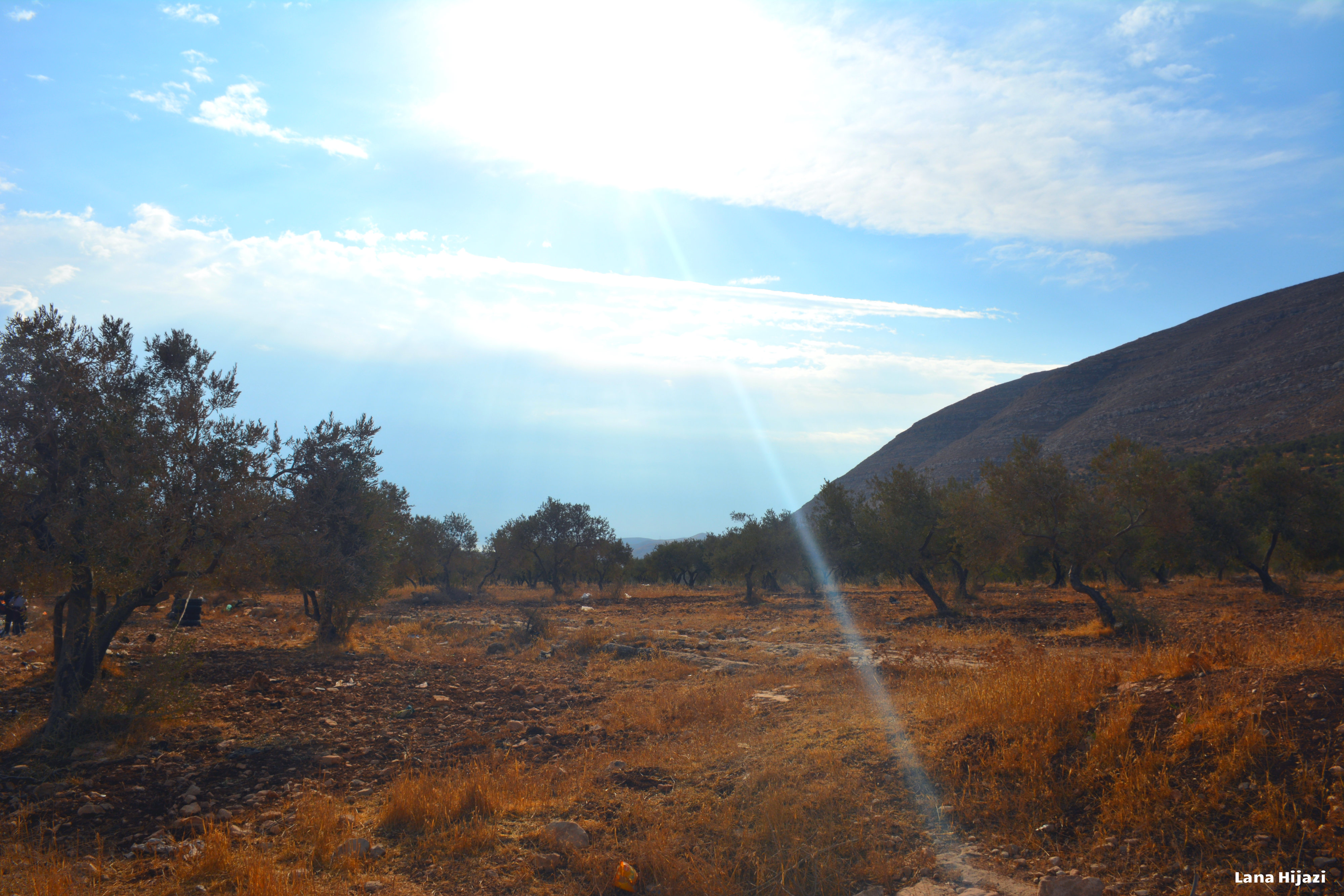

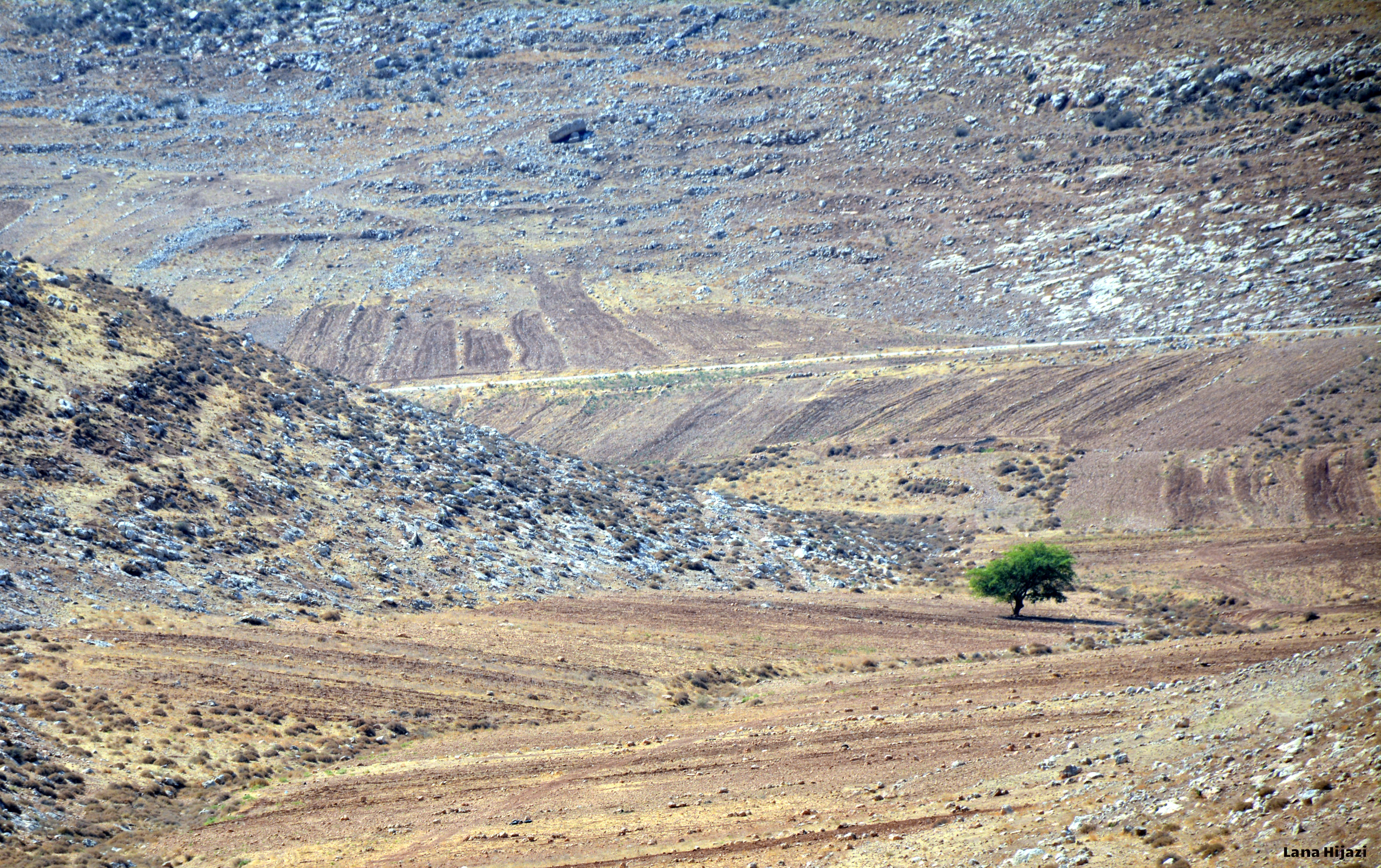